# Генри, Роберт
Роберт Генри (англ. Robert Henri, настоящее имя Роберт Генри Козад; 24 июня 1865, Цинциннати, Огайо — 12 июля 1929, Нью-Йорк) — американский художник реалистического направления. Один из основоположников Школы мусорных вёдер. Также известен как педагог.

## Жизнь и творчество
Роберт Генри родился в семье торговца недвижимостью и земельными участками. В 1871 году его отец — Джон Джексон Козад, основывает в Огайо город Коззадейл. В 1873 году семья переезжает в Небраску и основывает город Козард. В 1883 году Козады вновь переезжают, сперва в Нью-Йорк, затем в Атлантик-Сити. В 1886 Роберт Генри поступает в пенсильванскую Академию изящных искусств. В 1888 он уезжает в Париж, где с 1889 по 1891 год посещает Академию Жюлиана и Школу изящных искусств.

«Снег в Нью-Йорке» (1902)

В 1891 году художник возвращается в Пенсильванию, где вступает в художественную группу Восемь. Её члены, выступавшие против официального, академического искусства, в 1908 году объединились в группу, окрещённую позднее историками искусства «школой мусорного ведра» (Ashcan School). Из неё вышли такие прославленные мастера, как Стюарт Дэвис, Артур Гарфилд Доув, Джозеф Стелла. Р. Генри был ведущим представителем группы.
С 1909 года Роберт Генри преподаёт в нью-йоркской Школе искусств. Затем открывает собственную художественную школу, которую ведёт до 1912 года. В этой школе обучались мастерству среди прочих Джордж Беллоуз, Рокуэлл Кент, Эдвард Хоппер, Норман Рэбен (сын Шолом-Алейхема). В 1913 году Р. Генри принял участие в скандально известной Арсенальной выставке.
С 1915 по 1928 год Генри преподавал на курсах Художественной студенческой лиги в Нью-Йорке. Ученики собрали изречения Генри в книге «Дух искусства», которую называет своей «художественной библией» режиссёр Дэвид Линч.